# Hasselbach (Dürre Holzminde)
Der Hasselbach ist ein rund 11 km langer, rechter bzw. östlicher Zufluss der Dürren Holzminde im Landkreis Holzminden in Südniedersachsen (Deutschland). 
Der Oberlauf des Hasselbachs ist in Gewässergüteklasse I eingestuft, sein gering belasteter Unterlauf in Klasse I-II. Die Wiesen des Hasselbachtals werden durch periodische Nutzung als Schafweide vor Verbuschung und Bewaldung geschützt.

## Verlauf
Der Hasselbach entsteht im Nordteil des Mittelgebirges Solling knapp 2,4 km (Luftlinie) nordnordwestlich des Großen Ahrensbergs durch den Zusammenfluss zweier Quellbäche, welche die sumpfigen Waldgebiete Rohrbruch und Hundebruch entwässern. Sein Ursprung befindet sich etwas südlich der Ansiedlung Schießhaus (südlicher Ortsteil von Deensen) an der Waldmühle auf etwa 365 m ü. NN.
Als Mittelgebirgsbach mit typischer Auenlandschaft fließt der Hasselbach in zumeist westlicher Richtung entlang der Schießhäuser Straße, die kurvenreich als für den öffentlichen Kraftverkehr gesperrte Wirtschaftsstraße etwa in Ost-West-Richtung verlaufend Schießhaus mit Holzminden verbindet, durch die bewaldete Berg- und Tallandschaft des Staatsforsts Holzminden-Schießhaus. Dabei wird er zum Beispiel durch den von Südosten kommenden Nagelbach und zahlreiche Quellen bzw. kurze Bäche gespeist, was die ganzjährige Wasserführung des Hasselbachs begünstigt. Nahe der Nagelbachmündung liegt die Ansiedlung Niemanns Villa.
Oberhalb von Holzminden ist der Hasselbach zu einem kleinen Teich aufgestaut, von dem aus ein unterirdischer Kanal zu einer ehemaligen Holzwarenfabrik führte, wo das Wasser bis in die 1970er Jahre zur Energiegewinnung genutzt wurde.
Schließlich erreicht der Bach Holzminden, wo er letztlich von Südosten kommend im östlichen Stadtviertel Pipping kurz vor Erreichen der Bundesstraße 497 auf rund etwa 140 m ü. NN in den dort von Südsüdosten heranfließenden Holzminde-Zufluss Dürre Holzminde mündet.